# Lantauia
Lantauia is een geslacht van weekdieren uit de klasse van de Gastropoda (slakken).

## Soort
- Lantauia taylori Ponder, 1994